# François de La Mothe Le Vayer le fils
Pour les articles homonymes, voir François de La Mothe Le Vayer.
François de La Mothe Le Vayer (1627-1664) est un homme de lettres et ecclésiastique français du Grand Siècle. Auteur de quelques pièces de vers et d'un roman burlesque, Le Parasite Mormon, il fut l'ami, entre autres, de Molière et de Nicolas Boileau. On lui attribue également une traduction richement annotée de l'Épitomé de l'histoire romaine de Florus, qu'il fit paraître sous le nom de Philippe d'Orléans, frère de Louis XIV.

## Biographie
Unique enfant du philosophe François de La Mothe Le Vayer et de sa première femme, Hélène Blacvod, fille de l'Écossais Adam Blackwood, François de La Mothe Le Vayer junior est né probablement au printemps 1627. Après des études secondaires au collège de Lisieux à Paris, il est reçu bachelier, puis licencié en droit à la faculté de Poitiers, en novembre 1645, comme son père l'avait été trente-neuf ans plus tôt.
Contrairement à son cousin Roland Le Vayer de Boutigny, reçu aux mêmes grades quelques mois plus tôt à Paris, et qui deviendra un juriste célèbre (il sera l'un des défenseurs de Nicolas Fouquet en 1664), le jeune La Mothe Le Vayer se détourne du droit pour se consacrer aux belles-lettres.

### Cousins et amis
Le premier texte qu'on peut lui attribuer avec quelque vraisemblance est un « rondeau burlesque » imprimé en tête de Le Grand Sélim, ou le Couronnement tragique, tragédie que son cousin publie en 1645 et dont il est probablement le dédicataire anonyme.
Au cours des années suivantes, on trouve sa signature parmi les pièces liminaires de divers essais ou recueils de vers : La Science des Sages et Le Triomphe des dames, de François du Soucy de Gerzan (mars et octobre 1646), Le Virgile travesti, de Paul Scarron (février 1648), et Le Jugement de Pâris en vers burlesques, de Charles Coypeau d'Assoucy (juillet 1648).

En août 1647, Pierre Guillebaud, en religion Pierre de Saint-Romuald, fait paraître deux volumes d'un recueil intitulé Hortus epitaphiorum selectorum, ou Jardin d’épitaphes choisis. Où se voient les fleurs de plusieurs vers funèbres, tant anciens que nouveaux, tirés des plus fleurissantes villes de l’Europe. L'ouvrage est dédié par le libraire à « Monsieur Naudé, chanoine en l’église cathédrale de Notre-Dame de Verdun, prieur d’Artige en Limousin, et bibliothécaire de l’Éminentissime cardinal Mazarin ». Les épitaphes du premier volume sont toutes en latins. On y lit (p. 25-26) une épitaphe de « Marie de Jars, dame de Gournay, Parisienne, morte à Paris, l’an 1645, âgée de 79 ans, 9 mois et 7 jours, et inhumée à Saint-Eustache », connue dans l'histoire littéraire comme la « fille d'alliance de Montaigne ». L'épitaphe est précédée de ces lignes :

« J’étais résolu de ne mettre en ce livret aucun épitaphe en prose, mais j’ai trouvé celui-ci si ingénieux que j’ai changé de résolution. Il est fait par le fils excellent d’un excellent père, qui est le sieur de La Mothe Le Vayer, déjà si connu par ses doctes et éloquents écrits. »

Le second volume donne à lire, p. 539-542, une série de courtes épitaphes burlesques (« Sur un pendu », « Sur un voleur qui, se voyant découvert, se jeta du haut d'une maison », « Sur un qui se fit mourir par poison, ayant mangé tout son bien », « Sur un nommé de La Rivière, qui se précipita dans la mer », « Sur un qui fut décapité pour avoir parlé trop haut », « Sur un vieillard qui alla mourir en Canada, étant âgé de plus de cent ans », « Sur un nommé Le Coq, qui fut tué à la petit guerre par des paysans », « Sur un gueux qui se noya de désespoir », « Sur un faux monnayeur qui fut pendu ») suivies de ces lignes :

« Les dix précédents épitaphes sont de l’invention des sieurs Le Vayer de Boutigny et La Mothe Le Vayer, son cousin. Je les confonds expressément, parce que je croirais faire tort à cette belle amitié qui les unit, s’il semblait que je les voulusse considérer séparément. »

Au cours de l'été 1648, Le Vayer de Boutigny fait paraître la première partie d'un roman historique à clefs intitulé Mitridate (sic), dont chacun des deux volumes est dédié « à Monsieur La Mothe Le Vayer le fils », lequel figure dans le roman sous le nom de Glaucias. Une seconde partie, elle aussi en deux volumes, tous deux également dédiés au cousin et ami, paraîtra en mars 1651.

En mai 1650, Jean Royer de Prade dédie au jeune La Mothe Le Vayer son Trophée d'armes héraldiques :

« Cher ami, Que je suis redevable de l'envie qui te presse de m'avoir pour maître dans la science du blason ! Par elle je pourrai m'acquitter au moins en quelque sorte de tant de hautes connaissances que mon esprit a puisées dans la pratique du tien. C'est pourquoi ne t'excuse point de la peine que tu crois me donner: non seulement ton ordre m'oblige, mais encore il me comble de gloire, puisque ton estime étant universelle, je ne puis manquer à gagner celle de tout le monde lorsqu'on verra que tu me juges capable de t'instruire. Dans cette pensée, j'y travaillerai donc avec joie, et pour m'en défendre ne me servirai point des écus que je vais faire. Admire cependant la destinée, qui veut que deux amis en viennent aux armes, et qui force mon langage à devenir barbare pour avoir de quoi plaire au plus poli de nos écrivains. »

### Le Parasite Mormon
Au cours de l'été 1650, est mis en vente (ou du moins en circulation) à Paris, un petit in-octavo intitulé Le Parasite Mormon, histoire comique. Publié sans permission ni privilège, sans nom d'auteur ni adresse de libraire, ce roman, où s'entrecroisent les portraits et aventures de trois personnages hauts en couleur — Mormon, le parasite, La Hérissonnière, dit le Pointu, et le poète Desjardins — est très certainement l'œuvre du jeune François de La Mothe Le Vayer, qui le dédie à son cousin Le Vayer de Boutigny « pour [son] amitié ». Il s'ouvre sur un avis de « l'un des auteurs de ce livre au lecteur » d'une désinvolture drolatique :

« Lecteur. Tout ce que je t'apprendrai de ce livre, c'est qu'il ne sort pas de la main d'un seul auteur et que nous sommes plusieurs qui y avons part. Pour nos nom, tu t'en passeras, s'il te plaît, soit afin que cet ouvrage, tel qu'il est, ait au moins cela de commun avec la plupart des plus rares chefs-d’œuvre de la nature d'avoir une origine inconnue, soit que, pour partir, comme nous te venons de dire, de plus d'une plume, il encoure en ceci la disgrâce de ces enfants qui, pour avoir plus d'un père, n'en trouvent pas un qui les veuille avouer. Quoi qu'il en soit, je te puis toujours assurer que ce n'est pas la crainte d'avoir offensé quelqu'un dans cette espèce de satire, qui nous empêche d'y mettre nos noms. Elle n'est ni contre Dieu, ni contre le roi, ni contre le public, et pour les particuliers, s'il y en avait quelqu'un qui eût assez mauvaise opinion de soi pour se croire dépeint ici, nous tâcherions de le désabuser. […] Tu verras, par exemple, que dans l'histoire de Mormon, nous avons pris l'idée d'un parasite en général et que nous lui avons imposé un nom grec, pour nous éloigner le plus qu'il nous a été possible du particulier et de notre siècle. En effet, tu peux avoir lu que Mormon ou Μορμον en grec signifie la même chose qu'épouvantail en français ; nom qui nous a semblé très propre pour dénoter un parasite […]. Si tu prends la peine de lire ce livre tout entier, tu remarqueras que c'est peut-être ici le premier roman qui se soit passé en vingt-et-quatre heures, et que la règle d'un jour y est observée comme dans les plus exactes comédies. Adieu. »

Les premières lignes de ce préambule burlesque ont trompé de nombreux historiens, lesquels, faute sans doute d'avoir lu l'œuvre avec suffisamment d'attention, d'en avoir relevé les sources et étudié le style, l'ont pris au mot et ont développé la thèse d'une œuvre collective, dont les multiples contributions formeraient "une sorte de manifeste littéraire". 
[…]

### Fidèle de Mazarin
Au printemps 1651, en pleine Fronde dite des Princes, une altercation oppose La Mothe Le Vayer fils à Michel Hamelin, curé de La Flèche et ci-devant aumônier de la reine Marie de Médicis, lequel, s'il faut en croire Gui Patin, « frondait avec les autres contre le Mazarin, que ce jeune homme voulait défendre ». Cette attitude légitimiste et le soufflet qu'il reçoit à cette occasion, vaudront au jeune homme, dans les semaines suivantes, de se voir attribuer par la régente Anne d'Autriche « mille écus de rente sur l'archevêché de Rouen ». Ils expliquent sans doute aussi qu'en publiant ses Œuvres diverses en 1654, Cyrano de Bergerac adresse sa lettre « Contre les frondeurs » à « M.D.L.M.L.V.L.F. » [= Monsieur de La Mothe Le Vayer Le Fils].
C'est au cours de ces premières années 1650, sans doute, qu'il prend ses degrés à la faculté de théologie. Dès ce temps, il assiste son père dans ses fonctions auprès de Philippe d'Anjou, frère de Louis XIV.  
[…] 
Éditeur de trois éditions successives  des Œuvres de son père (1654, 1656, 1662).

### L’Épitomé de Florus traduit et annoté
En mars 1656, le libraire Augustin Courbé met en vente un Épitomé de l’histoire romaine, de Florus, mis en français sur les traductions de Monsieur. L'épître dédicatoire, adressée au duc d'Anjou, alors âgé de quinze ans et demi, est signée « De La Mothe Le Vayer le fils ». L'assistant précepteur y revendique la paternité (partagée…) de cette nouvelle traduction d'un classique de l'histoire romaine :

« Monseigneur, Je demande très humblement pardon à votre Altesse Royale d’un vol que je lui ai fait jusque dans son cabinet ; mais parce que pour obtenir une grâce de la nature de celle que je lui demande, la raison et la justice requièrent avant toutes choses la confession du coupable et la restitution du larcin, je la supplie de trouver bon que je fasse ici l’un et l’autre. […] Toutes les fois que j’ai eu l’honneur de me trouver aux heures de votre étude, soit avec mon père, soit en sa place, j’ai toujours été surpris des grandes qualités d’esprit qui reluisent en votre Altesse Royale. J’ai vu avec un tel étonnement ces vives et brillantes lumières qui la font pénétrer jusque dans les lieux les plus obscurs de la géographie et de la rhétorique, de la morale et de l’histoire, et surtout j’ai tellement admiré la justesse et la netteté avec laquelle elle expliquait en notre langue les jolies et galantes pensées de ce petit abréviateur de l’Histoire romaine, que je n’ai pu m’empêcher de me prévaloir de l’occasion et de tourner à mon avantage le travail, ou plutôt le divertissement de votre Altesse Royale. Je me suis donc étudié de remarquer avec une exacte attention tous les termes dont elle usait pour rendre le sens de cet auteur, et je m’en suis servi, autant que ma mauvaise mémoire me l’a pu permettre, pour lui faire parler notre langue avec cet air agréable que vous savez donner à toutes choses. »

La préface, non signée, vise à justifier la présence, en fin de volume, de quelque 270 pages de notes, qui témoignent d'une étonnante érudition.

### L'abbé de La Mothe Le Vayer
Le 4 mai de la même année 1656, le jeune La Mothe Le Vayer fait donation à son père (chez qui il demeure, rue des Bons-enfants, paroisse Saint-Eustache) de « tous et chacun des biens meubles et immeubles provenant de la succession de sa mère », décédée le 23 décembre précédent. Cette donation est faite en reconnaissance des soins que le fils a reçus du père :

« ayant été pourvu par lui de pensions suffisantes pour passer le reste de ses jours avec commodité, de sorte même qu’il a lui seul recueilli le fruit de tous les services que son dit père a rendus à la cour depuis sept ou huit années au hasard de sa propre vie, qu’il a exposée pour la considération seule de l’avenir dudit sieur de La Mothe Le Vayer le fils. »

Après le mariage d'Henriette d'Angleterre avec son cousin Philippe d'Orléans, en mars 1661, il devient son aumônier ordinaire. La même année il est nommé titulaire de l'abbaye de Bouillas dans le Gers.

Dans son « Mémoire de quelques gens de lettres vivant en 1662 », Jean Chapelain note, à propos de « l'abbé de La Mothe Le Vayer » :

« C'est un bel esprit, et qui a de la pureté et de la délicatesse dans le style, ce qui paraît dans la traduction qu'il a faite de Florus et dans les notes qui la suivent. Il est passionné pour les lettres et a un grand goût pour la latinité. Sa critique est fine et n'est point maligne, et son génie incline autant à la philosophie ancienne qu'aux lettres humaines. »

De fait, le jeune La Mothe Le Vayer figurera parmi les premiers pensionnés avec cette appréciation : « À l'abbé Le Vayer, savant ès belles-lettres, 1 000 livres », une générosité dont le bénéficiaire remerciera le donateur dans quelques vers lucides. 

Au début des années 1660, il se lie d'amitié avec Molière et Nicolas Boileau. Ce dernier lui dédie sa quatrième Satire et confiera beaucoup plus tard à Pierre Le Verrier :

« Tout abbé qu'il était, jamais homme ne fut plus passionné pour la comédie. Il était ami de Molière, qui […] souffrit que cet abbé allât dans leurs loges, et c'était lui qui mettait la paix entre elles. Car à coup sûr elles sont toujours brouillées ensemble. »

### Un jeune mort
Sa mort, dans la dernière semaine de septembre 1664, est l'occasion, pour Gui Patin, de vitupérer une fois de plus ses collègues de la Faculté :

« Nous avons ici un honnête homme bien affligé ; c’est M. de La Mothe Le Vayer, célèbre écrivain et ci-devant précepteur de M. le duc d’Orléans, âgé de septante-huit ans. Il avait un fils unique d’environ trente-cinq ans (sic), qui est tombé malade d’une fièvre continue, à qui MM. Esprit, Brayer et Bodineau ont donné trois fois le vin émétique et l’ont envoyé au pays d’où personne ne revient. »

Henry Le Bret, ami, éditeur et préfacier de Cyrano de Bergerac, devenu depuis quelques années prévôt de la cathédrale de Montauban et prédicateur de la reine mère Anne d'Autriche, se trouve à Fontainebleau au cours de cet été 1664. Il écrit à un correspondant anonyme :
« Il n’est que trop vrai, Monsieur, que le pauvre abbé de [La Mothe Le Vayer] est mort lorsque l’on y pensait le moins ; car les deux premiers accès de sa fièvre l’ayant seulement assoupi, les médecins traitèrent le troisième de bagatelle, quoiqu’il l’eût jeté dans une espèce de délire, qui cessa véritablement avec cet accès, mais qui revint si violent avec le quatrième, que les efforts qu’il fit tournèrent sa fièvre en continue, qui le tua le septième jour, au grand regret de son père, de ses amis et de toute la République des Lettres, dont il était un des plus beaux ornements. […] Car il avait étudié depuis l’âge de douze ans jusqu’à quarante-cinq (sic) avec une assiduité admirable. De sorte qu’ayant l’esprit excellent, une grande bibliothèque et la conversation de son père, qui est un abîme de science, il ne s’en faut pas étonner s’il en était devenu le digne fils. Il laisse cependant une riche abbaye et une belle charge, mais je les regrette bien moins que la dissipation qui se va faire des bons livres et des beaux meubles qu’il avait assemblés avec tant de dépense et de soin. […] En effet, que nous sert de tant travailler, de tant veiller et de tant savoir, si notre nom n’est su à peine de ceux qui viennent après nous, et si même bien souvent il s’évanouit tout à fait avec le son des cloches qui marquent l’heure de nos funérailles ? »
Au cours des deux années suivantes, Roland Le Vayer de Boutigny fait paraître un long roman familial à l'antique, intitulé Tarsis et Zélie, dans lequel le défunt et son père occupent une place importante sous les noms d'Ergaste et Ariobarzane. Dans l'épître dédicatoire que l'auteur adresse à Zélie (sa femme, Marguerite Sévin), il écrit:
« J’ai été bien aise de tracer à la postérité […] un léger crayon de l’esprit et des mœurs de notre incomparable Ergaste, de laisser après sa mort un monument éternel de la belle amitié qui nous avait unis pendant sa vie, et, me servant de l’enchaînement qui se rencontre dans vos aventures pour parler des siennes, de publier ce talent admirable qui le rendait si cher à ses amis, et cette divine science de l’amitié qu’il a si parfaitement possédée. »
Cette mort fait également l'objet d'un sonnet de condoléance adressé par Molière au père du défunt : 
«Aux larmes, Le Vayer, laisse tes yeux ouverts ;
Ton deuil est raisonnable, encor qu'il soit extrême;
Et lorsque pour toujours on perd ce que tu perds,
La Sagesse, crois-moi, peut pleurer elle-même.
On se propose à tort cent préceptes divers
Pour vouloir d'un œil sec voir mourir ce qu'on aime;
L'effort en est barbare aux yeux de l'univers,
Et c'est brutalité plus que vertu suprême.
On sait bien que les pleurs ne ramèneront pas
Ce cher fils que t'enlève un imprévu trépas ;
Mais la perte par là n'en est pas moins cruelle.
Ses vertus de chacun le faisaient révérer ;
Il avait le cœur grand, l'esprit beau, l'âme belle,
Et ce sont des sujets à toujours le pleurer.»
Le vieux philosophe évoquera cette perte, un an plus tard, dans sa 14e « Homilie académique » intitulée « Des Pères et des enfants » :

« À propos du fils unique de Solon, c’est l’ordinaire de plaindre davantage les pères qui perdent le seul appui qu’ils avaient de leur vieillesse, et vous pouvez tous vous souvenir de m’avoir, il n’y a pas longtemps, consolé selon cette règle, sur un accident semblable qui m’avait rendu presque inconsolable. C’est pourquoi la louange que donne Cicéron au fils de Servius Sulpicius est fort bien prise, d’avoir regretté son père mort avec la même douleur qu’on ressent ordinairement dans la mort d’un fils unique […] Cependant, outre que les enfants représentent tous également le père, comme chaque pièce d’un miroir fait voir une même et semblable image, il n’arrive pas toujours que ces enfants uniques soient les plus à regretter, parce qu’il semble qu’ils aient plus de pente à dégénérer, par leur éducation trop molle ou autrement, que des puînés ou des cadets. »